# Herman Helle
Herman Helle (Vlaardingen, 29 augustus 1953) is een Nederlands beeldend kunstenaar en theatermaker bij de theatergroep Hotel Modern.

## Levensloop
Helle groeide op in Geervliet, op de Zuid-Hollandse eilanden. Hij studeerde kunstgeschiedenis aan de Rijksuniversiteit Utrecht. Verder studeerde hij vanaf 1979 enige jaren aan de Academie voor Beeldende Kunsten in Rotterdam.
In Rotterdam vond Helle aansluiting bij de woon-werkgemeenschap Utopia, die zich in 1978 op het voormalige drinkwaterleidingterrein De Esch had gevestigd.  Samen met de musici Wiebe Hoogeveen, Jan Willem van Mook en Titus Bovenberg vormde Helle in 1978 het Rotterdamse Jozef Kip Quartet, dat met hun eerste plaat en optredens meteen naam maakte. Ze toerden een jaar intensief langs het Nederlandse avant-garde jazzcircuit.
Halverwege de jaren 1980 begon Helle met het bouwen van maquettes in opdracht van architecten als Rem Koolhaas en Frits Palmboom. Hij werkte later ook voor de Dienst Stedenbouw en Volkshuisvesting Rotterdam, DRO-Vormgeving Amsterdam en enige musea. Zo presenteerde hij in 1995 in de Cruise Terminal Rotterdam een 35 meter lange en 17 meter brede maquette van het hele Rijnmondgebied.
In 1986 begon Helle ook zijn levenslange fotoproject "Being There", met de intentie een alles omvattend portret van de wereld af te leveren.
In 1998 gaat hij samenwerken met de actrices Pauline Kalker en Arlène Hoornweg, die het jaar ervoor na de Toneelschool Arnhem het theatergezelschap Hotel Modern hadden opgericht. Ze ontwikkelen een ingenieuze  theatervorm, waarbij live op het toneel animatiefilms worden gemaakt. De soundtrack wordt, ook live, uitgevoerd door de componisten Arthur Sauer en Ruud van der Pluijm. Met name de voorstellingen De Grote Oorlog en KAMP bezorgen de groep wereldfaam. Met Hotel Modern speelt Helle voorstellingen over de hele wereld.
In opdracht van het Historisches Museum Frankfurt realiseerde Helle in 2017 met zijn team een enorme maquette van de stad Frankfurt. Deze kreeg een vermelding in de Duitse Lonely Planet.
In 2019 ontving Hotel Modern de Wim Meilink oeuvreprijs van de Nederlandse Vereniging voor het Poppenspel.